# بورتر واغونر
بورتر واين واغونر (بالإنجليزية: Porter Wagoner)‏ (12 أغسطس 1927 – 28 أكتوبر 2007) هو مغني كانتري أمريكي راحل. قدم المغنية دوللي بارتون في عام 1967 على برنامجه التلفزيوني، وحقق الاثنان النجاح في عدة ثنائيات في الستينات والسبعينات. أدخل واغونر إلى قاعة مشاهير موسيقى الكانتري في عام 2002.

## السيرة

### بدايات حياته ومسيرته
ولد واغونر في وست بلينز في ميزوري، وهو ابن بيرتا ماي (اسمها قبل الزواج بريدجز) وتشارلز واغونر، وهو مزارع. غنى مع فرقته الأولى على محطة KWPM-AM الإذاعية من محل جزار في مسقط رأسه، حيث كان يعمل. في عام 1951، تم توظيفه من قبل سي سيمان كمغني في محطة KWTO في سبرينغفيلد، ميزوري. نال بعدها عقدا مع آر سي أيه فيكتور.
لم تنجح مبيعاته الأولى، وعنى مع فريقه في أبنية المدارس لجني المال. حقق واغونر النجاح في عام 1953، عندما غنى المغني كارل سميث أغنيته "Trademark" ووصلت للمركز الثاني على قائمة بيلبورد، وتلاها بأغاني خاصة ذات نجاح بسيط على آر سي أيه فيكتور. وابتداءً من عام 1955، كان أحد أبرز الفنانين على برنامج أوزارك جوبيلي التابع لتلفزيون أيه بي سي، وكان يرافقه في الغالب عازف لبغيتار دون وأردن وعازف الباس سبيدي هاورث. أصبح وأردن مدير أعمال واغنر لزمن طويل من مسيرته. في عام 1957، انتقل واغنر وواردن إلى ناشفيل وانضما إلى غراند أول أوبري.
مثل العديد من معاصريه في موسيقى الكانتري، قدم واغونر حفلاته في الهواء الطلق في البلدات الريفية. جلس المعجبون على مقاعد خشبية وكانوا يواجهون مسرحا مؤقتا. كان واغنر يختلط مع الجمهور أثناء فترات الراحة، وكان يتذكر أسماء البلدات التي زارها.

### النجاح على القوائم
حقق واغونر أولى نجاحاته الخاصة عام 1955 عندما تصدرت أغنيته A Satisfied Mind قائمة بيلبورد لأغاني الكانتري لثلاثة أسابيع، ومن نجاحاته الأخرى "Misery Loves Company" (المركز الأول عام 1962)، "Green, Green Grass of Home" (المركز الرابع عام 1965)، "Skid Row Joe" (المركز الثالث، 1965-1966)، "The Cold Hard Facts of Life" (المركز الثاني، 1967)،"The Carroll County Accident" (المركز الثاني، 1968–1969).
قدم واغونر العديد من الأغاني الناجحة مع دوللي بارتون، ومن أنجحها أغنية "Please Don't Stop Loving Me" التي تصدرت قائمة بيلبورد عام 1974.

### البرنامج التلفزيوني

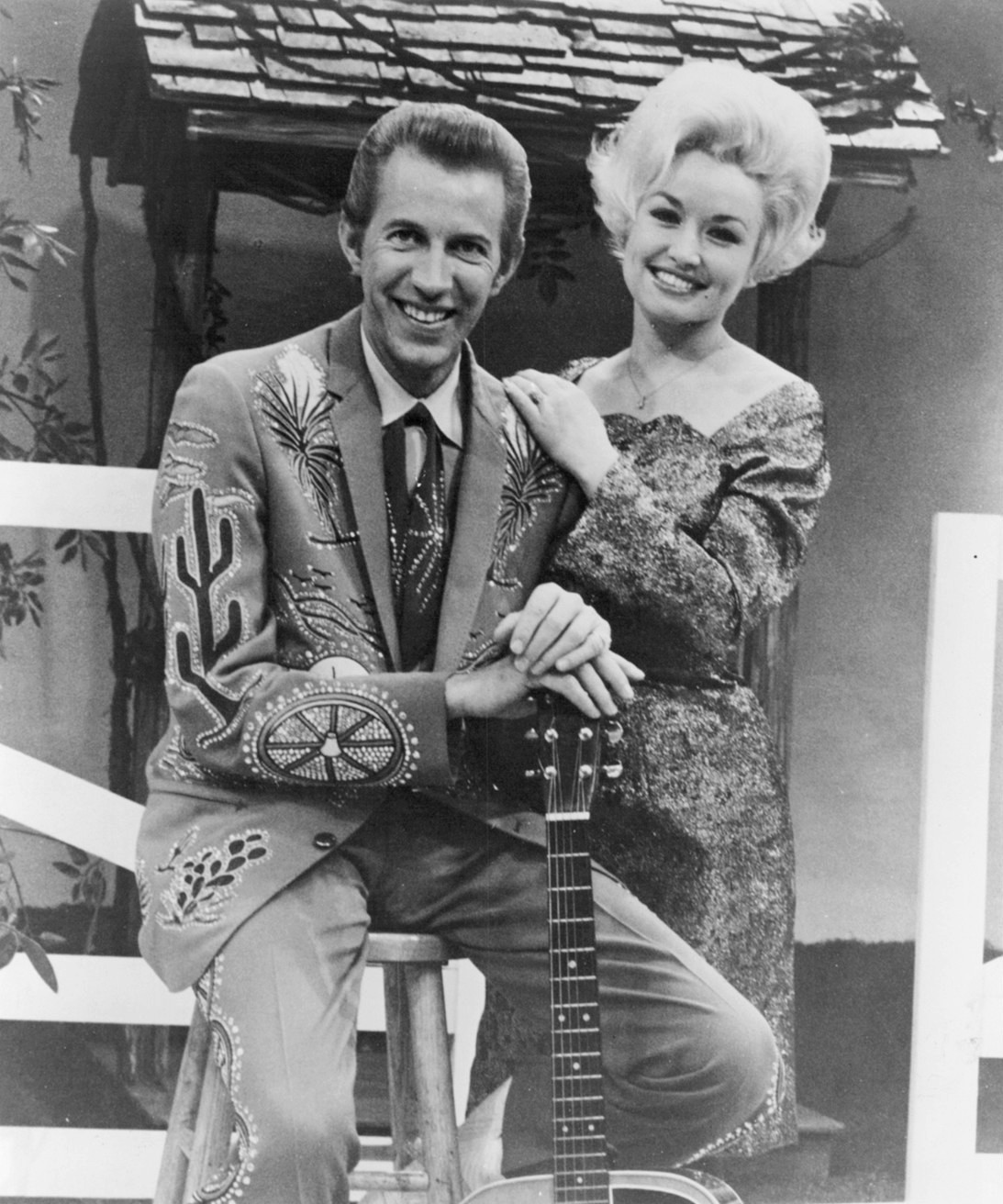
بورتر واغونر مع دوللي بارتون عام 1969

تم بث برنامجه التلفزيوني، "برنامج بورتر واغونر"، من عام 1960 إلى عام 1981. تم تسجيل 686 حلقة مدتها 30 دقيقة؛ أول 104 حلقة (1960-66) تم تصويرها بالأبيض والأسود والباقي (1966-1981) بالألوان. ظهر برنامجه في ذروته على أكثر من 100 سوق وبمتوسط مشاهدة بأكثر من ثلاثة ملايين متابع. عرضت إعادته على عدة شبكات كابل ريفية.
عادة ما كان يتم افتتاح البرنامج بعروض من المغنية نورما جين، ظهرت دوللي بارتون في البداية لاحقا، وقدم فواصل كوميدية للفنان سبيك رودس. كانت بارتون تغني في ثنائيات مع واغونر في البرنامج. تضمنت كل حلقة أيضًا ضيفًا يؤدي عادةً أغنية أو أغنيتين. ويتم عرض أغنية دينية في نهاية العرض ويؤديها واغونر أو بارتون أو النجم الضيف، أو قد يؤديها الطاقم بأكمله أحيانا. تركت دوللي البرنامج، وبدأ بورتر تسجيل البرنامج في حديقة أوبريلاند يو إس أيه.
بدأت دوللي بارتون مسيرتها المنفردة في عام 1974، وكتبت أغنية "أنا سأحبك دائمًا"، وحققت لها النجاح الفوري ووصلت إلى المركز الأول في قائمة بيلبورد لأغاني الكانتري (واشتهرت لاحقا عندما غنتها ويتني هيوستن).
رافق واغونر في برنامجه عدد من النجوم في بدايات مسيرتهم. ومنهم المغنية نورما جين (1960-1965)، المغنية جيني سيلي (1965-1966)، دوللي بارتون (1966-1974)، باربرا لي (1974-1976)، والمغنية ليندا كارول مور (1976-1978)، كما غني معه المغني ميل تيليس بشكل منتظم منذ عام 1968، ورافقه الفنان الكوميدي كيرلي هاريس والمقدم دون هاوزر.

### السنوات اللاحقة
عمل واغونر على جلب جيمس براون إلى غراند أول أوبري، وأنتج ألبوم بلوز للمغنى جو سايمون، وظهر في فيلم Honkytonk Man للمخرج كلينت إيستوود. كما استضاف برنامج Opry Backstage خلال التسعينات على شبكة ناشفيل. تسبب رحيل بارتون بشيء من العداوة على كلا الجانبين، إلا أن الاثنين تصالحا في أواخر الثمانينيات وظهرا معاً عدة مرات؛ تم إدخال بارتون وواغونر في قاعة مشاهير موسيقى الكانتري عام 2002.
ظهر واغونر ضيفًا على مسلسل HBO الكوميدي Da Ali G Show في عام 2004، حيث أجرى معه بورات ساجدييف مقابلة.
في 14 يوليو 2006، خضع لجراحة لتمدد الأوعية الدموية في البطن.
تم تكريم واغونر في 19 مايو 2007 في غراند أول أوبري على مضي 50 عامًا على عضويته وعلى عيد ميلاده الثمانين.
في 5 يونيو 2007، أصدر واغونر ألبومه الأخير بعنوان Wagonmaster. تم إنتاج الألبوم من قبل مارتي ستيوارت على علامة أنتاي. نتل الألبوم مراجعات جيدة ودخل قائمة ألبومات الكانتري لفترة وجيزة. كما تم إنتاج فيديو كليب لإحدى أغاني الألبوم بعنوان Committed to Parkview، وهي تقليد لأغنية المغني جوني كاش. قام بجولة في صيف عام 2007 للترويج للألبوم، بما في ذلك ظهوره في أواخر يوليو في العرض المتأخر مع ديفيد ليترمان. كما قدم عرضا افتتاحيا لفرقة الروك The White Stripes في حفل موسيقي في ماديسون سكوير غاردن في مدينة نيويورك.

### الأسرة
تزوج واغونر مرتين، أوله كان مع فيلما جونسون واستمر أقل من عام في عام 1943؛ ثم روث أوليف ويليامز من عام 1946 إلى 1986، رغم أنهما انفصلا لعشرين عامًا قبل الطلاق. أنجب ثلاثة أطفال هم ريتشارد ودينيس وديبرا.

### الموت
ظل واغونر يظهر بانتظام في غراند أول أوبري ويرحل في الجولات حتى مرضه الأخير. توفي من سرطان الرئة  في ناشفيل يوم 28 أكتوبر 2007، وكان بجانبه عائلته ودوللي بارتون. أقيمت جنازة واغونر في 1 نوفمبر 2007، في غراند أول أوبري هاوس. ودفن في مقبرة وودلون ميموريال بارك في ناشفيل.
سميت عليه جادة في موطنه في ويست بلاينز في ميزوري.

## الجوائز
نال واغونر العديد من الجوائز خلال مسيرته.
- فاز مع بارتون عام 1968 بجائزة مجموعة العام من جمعية موسيقى الكانتري، وفاز معها بجائزة ثنائي العام من نفس المؤسسة عامي 1970 و1971.
- فاز مع بارتون أيضا بجائزة ثنائي العام من ميوزيك سيتي نيوز أعوام 1968 و1969 و1970.
- فاز واغونر بثلاث جوائز غرامي عن أفضل أداء لموسيقى الغوسبل أعوام 1966 و1967 و1969.
- أدخل واغونر قاعة مشاهير موسيقى الكانتري عام 2002.
- تلقى جوائز عن إنجازات حياته من مؤسسة موسيقى أميريكانا (2007) وجريدة ميوزيك سيتي نيوز (1998).

## وصلات خارجية
بورتر واغونر على موقع IMDb (الإنجليزية)
- بورتر واغونر على موقع ألو سيني (الفرنسية)
- بورتر واغونر على موقع ميوزك برينز (الإنجليزية)
- بورتر واغونر على موقع أول موفي (الإنجليزية)
- بورتر واغونر على موقع إن إن دي بي (الإنجليزية)
- بورتر واغونر على موقع أول ميوزيك (الإنجليزية)
- بورتر واغونر على موقع ديسكوغز (الإنجليزية)
- بورتر واغونر على موقع قاعدة بيانات الفيلم (الإنجليزية)
- بورتر واغونر على موقع كينوبويسك (الروسية)
- Wagoner albums and photos
- Porter Wagoner at the Country Music Hall of Fame
- Porter Wagoner obituary in The نيويورك تايمز
- "بورتر واغونر". فايند أغريف. اطلع عليه بتاريخ 2013-11-29.